# Anklam
Anklam, antigament coneguda com Tanglim i Wendenburg, és una ciutat de la regió de Pomerània Occidental de Mecklenburg-Pomerània Occidental al nord-est d'Alemanya. Està situada a la vora del riu Peene, a només 8 km de la seva desembocadura al Kleines Haff, la part occidental de la llacuna de Szczecin. Anklam té una població de 12.177 habitants (2021) i va ser la capital de l'antic districte d'Ostvorpommern. Des de setembre de 2011, forma part del districte de Vorpommern-Greifswald.

## Història

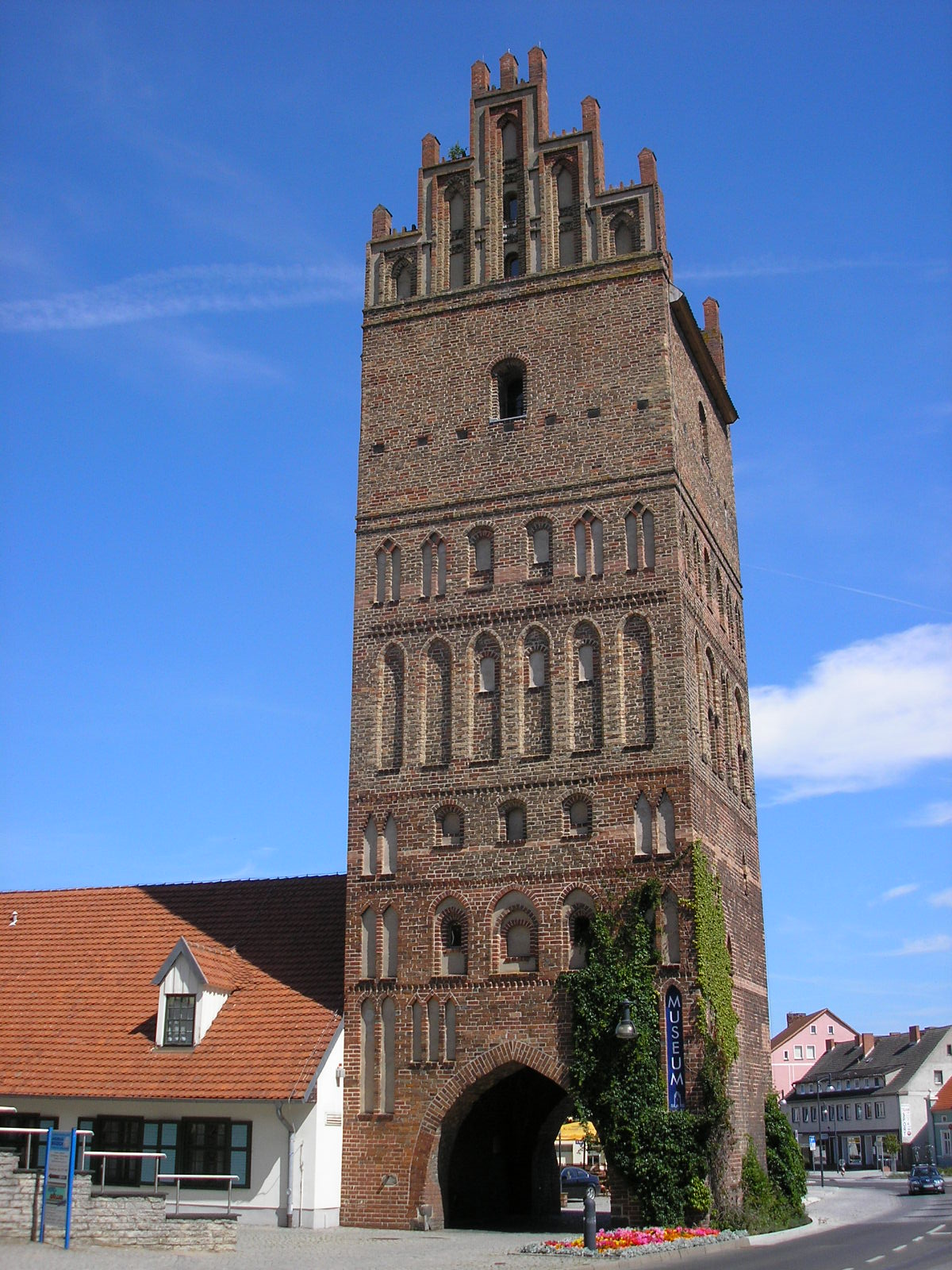
Steintor gòtic de maó

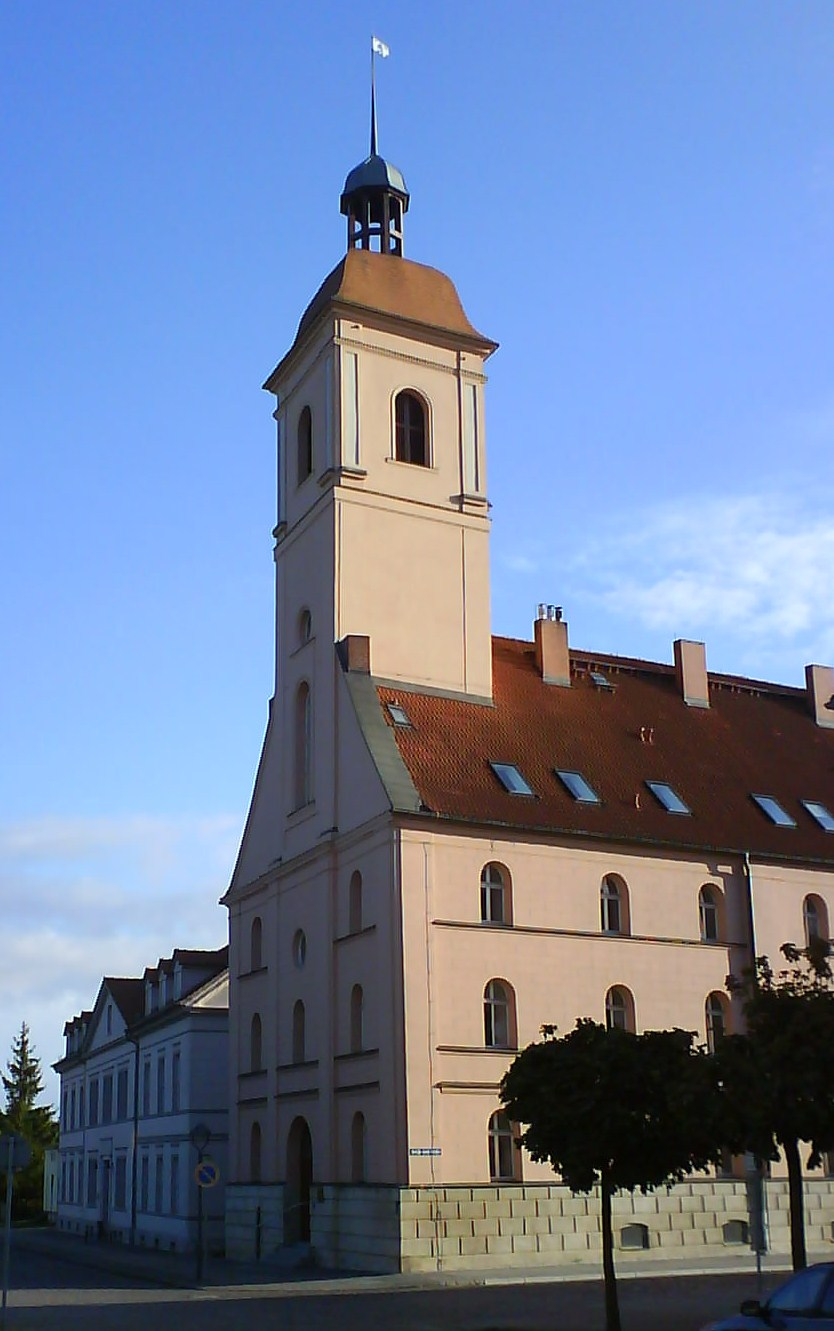
Església de la guarnició d'Anklam, testimoni de la tradició prusiana de la ciutat

A principis de l'Edat Mitjana, hi havia un important assentament escandinau i Wends a la zona prop de l'actual ciutat coneguda ara com Altes Lager Menzlin. Anklam pròpiament dita va començar com una fortalesa Wendish associada.
A l'Edat Mitjana la ciutat formava part del Ducat de Pomerània. Durant l'expansió alemanya cap a l'est, la fortalesa abandonada es va convertir en un assentament anomenat Tanglim  en honor al seu nou fundador. El lloc té importància com a cap de navegació al Peene. Va ser elevada a l'estatus de ciutat el 1244 i es va convertir en membre de la Lliga Hanseàtica el mateix any  o el 1483. La ciutat va romandre petita i sense influència, però va aconseguir una mesura de riquesa i prosperitat amb els seus membres.

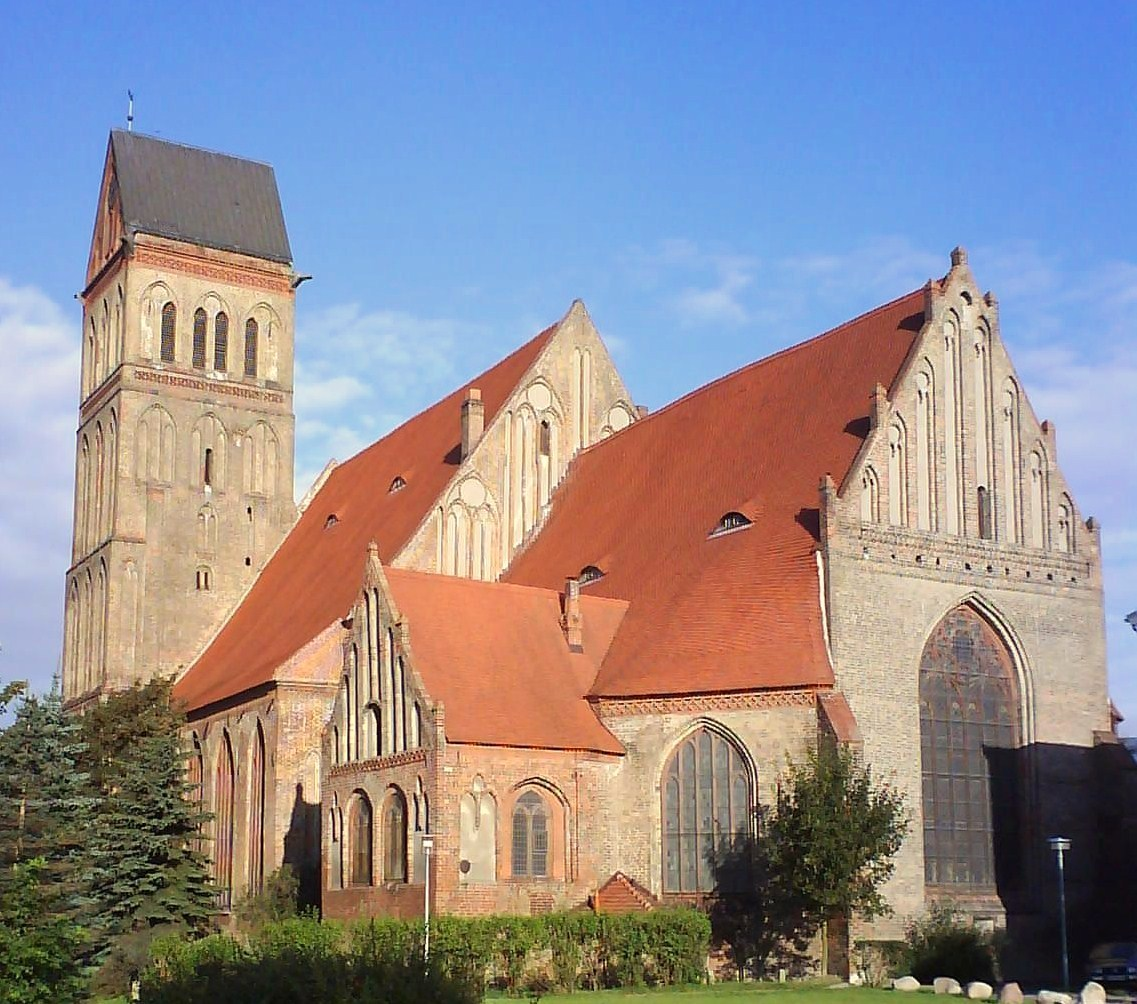
Santa Maria a Anklam

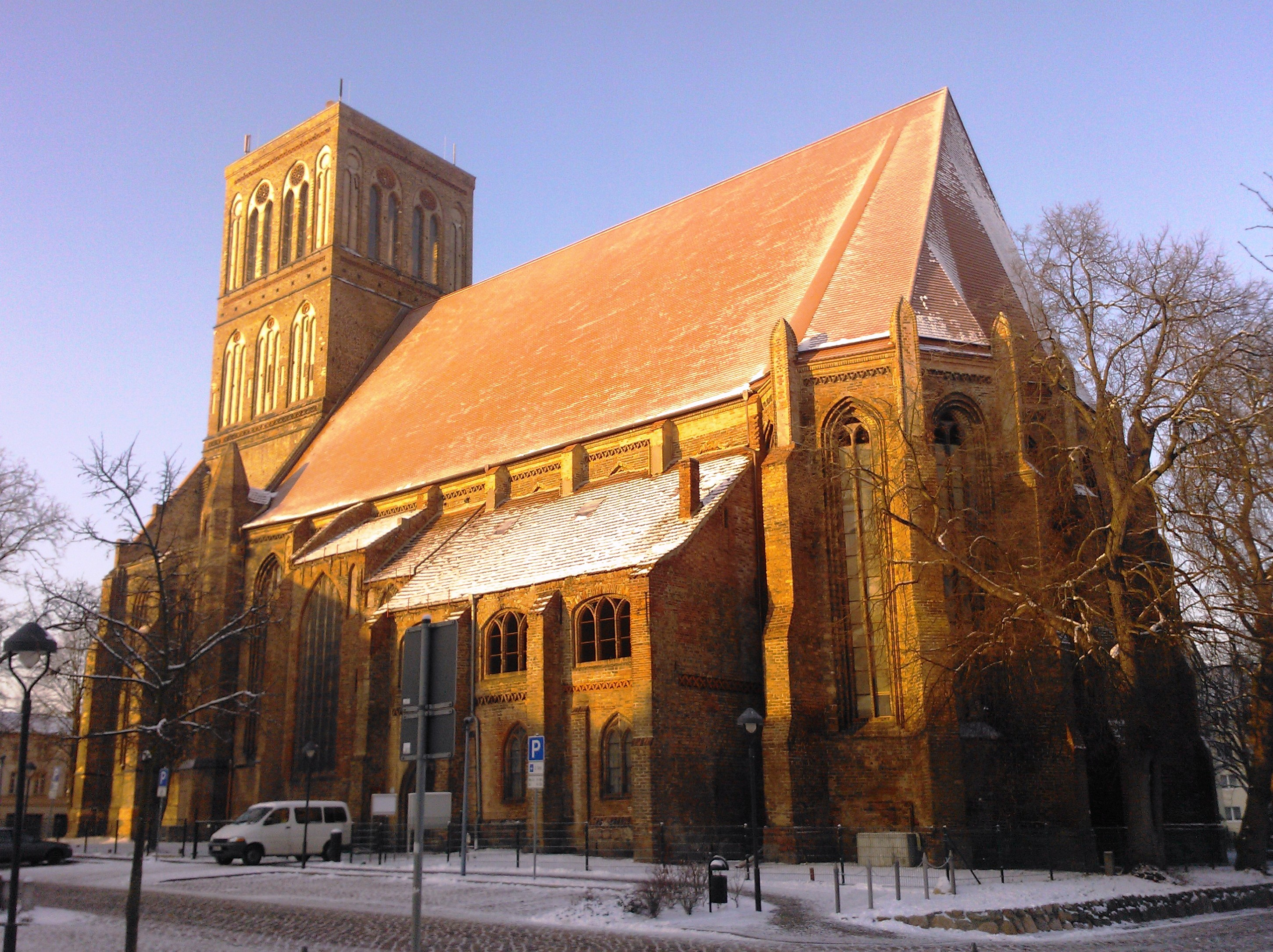
Sant Nicolau, en reconstrucció, 2012

Com a ciutat d'importància militar considerable, va patir molt durant la Guerra dels Trenta Anys  quan les tropes sueques i imperials van lluitar per ella durant un període de vint anys. Enmig d'aquesta i les guerres posteriors, també va patir repetits brots de foc i pesta. Va ser ocupada per les forces imperials des de 1627 fins a 1630, i després per les forces sueques. Després de la guerra, Anklam va passar a formar part de la Pomerània sueca el 1648. El 1676, va ser capturat per Frederic Guillem de Brandenburg.
El 1713, Anklam va ser saquejada pels soldats del tsarat de Rússia. Que no fos cremada fins a terra, com va ordenar Pere el Gran, va ser en gran part degut a la resistència de Christian Thomesen Carl (Carlson), pel qual un carrer porta el nom en record. Les parts del sud de la ciutat van ser cedides a Prússia pel Tractat d'Estocolm de 1720, mentre que una secció més petita al nord del Peene va romandre sueca. Va ser danyat de nou durant la Guerra dels Set Anys a les dècades de 1750 i 1760, i les seves fortificacions es van desmantellar efectivament el 1762. Suècia va cedir la part restant de la ciutat el 1815, quan tota la Pomerània Occidental va passar a formar part de la província prussiana de Pomerània.
Al segle xix, Anklam es va connectar amb Berlín i Stettin (Szczecin) per ferrocarril i va desenvolupar la seva fabricació de roba i articles de llana, cuir, cervesa i sabó. La seva població el 1871 era de 10.739 habitants, que havia augmentat a 14.602 al tombant de segle. A l'època de la Primera Guerra Mundial, posseïa una escola militar i va desenvolupar foneries de ferro i fàbriques de sucre. El 1939 la Wehrmacht es va fer càrrec de l'escola militar i hi va construir una presó militar. El setembre de 1942 es va establir el batalló penal de camp FStGA 8 per a presoners de guerra aliats i després es va traslladar al front oriental.
Anklam va ser gairebé completament destruïda per diversos bombardeigs de la Força Aèria dels Estats Units el 1943 i el 1944 i en els últims dies de la Segona Guerra Mundial, quan els soviètics que avançaven van cremar la major part de la ciutat. Durant les etapes finals de la guerra, el febrer de 1945, la marxa de la mort dels presoners de guerra aliats del camp de presoners de guerra Stalag XX-B va passar per la ciutat. Després de la guerra, Anklam va passar a formar part de la República Democràtica Alemanya de Mecklenburg-Pomerània Occidental, i després de la dissolució de la província va formar part de Bezirk Neubrandenburg de 1952 a 1990. La ciutat va ser reconstruïda amb un estil socialista força uniforme.
Després de la reunificació d'Alemanya l'any 1990, Anklam va passar a formar part de l'estat de Mecklenburg-Pomerània Occidental, recreada en aquella època.

## Desenvolupament de la població
| Any       | 1350  | 1600  | 1740  | 1765  | 1770  | 1790  | 1800  | 1875   | 1910   | 1939   | 1950   | 1981   | 1988   | 2003   | 2010   | 2016   | 2017   | 2021   |
| Habitants | 3.000 | 6.000 | 2.961 | 3.036 | 3.278 | 3.224 | 4.470 | 11.781 | 15.279 | 19.682 | 20.160 | 20.496 | 19.685 | 15.826 | 13.433 | 12.635 | 12.521 | 12.177 |

## Llocs

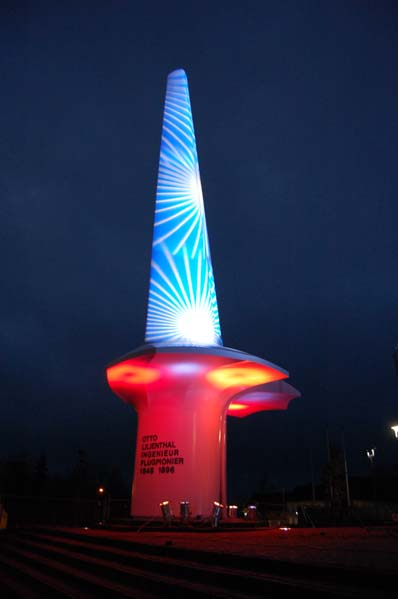
Memorial davant del Museu Otto-Lilienthal

Anklam va ser una ciutat medieval pròspera però va patir greument durant la Guerra dels Trenta Anys, la Guerra dels Set Anys i la Segona Guerra Mundial, així com pels incendis periòdics. No obstant això, Anklam té alguns edificis significatius. L'església de Santa Maria, del segle XII, va ser reconstruïda al segle xv, se li va afegir una agulla moderna al XIX  i es va reparar el 1947.

## Museus
- Museum im Steintor (història local)
- Museu Otto-Lilienthal

## Transport
Anklam està connectat amb l'autopista costanera Autobahn 20.
- L'estació de tren d'Anklam té serveis nacionals i locals a Angermünde, Berlín, Dresden, Eberswalde, Frankfurt, Múnic, Praga i Stralsund.

## Persones notables

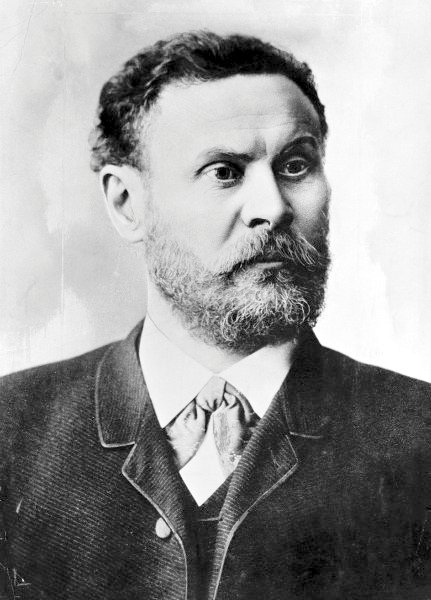
Otto Lilienthal

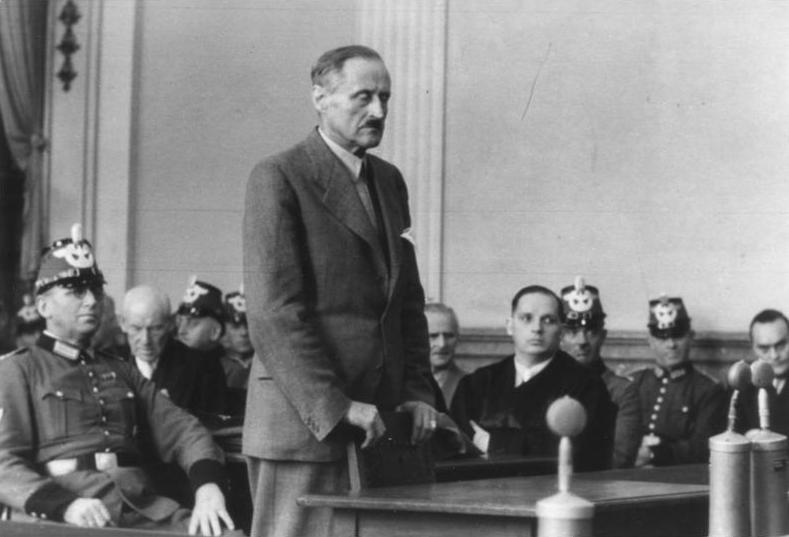
Ulrich von Hassell el 1944 davant el Volksgerichtshof

- Johann Franz Buddeus (1667–1729), filòsof, teòleg, professor a Halle i Jena.
- Paschen von Cossel (1714–1805), advocat, vicari imperial, canonge del capítol de la catedral d'Hamburger
- Friedrich Albrecht Karl Herrmann, Reichsgraf von Wylich und Lottum (1720–1797) oficial prussià
- Carl August Wilhelm Berends (1759–1826), metge, cap de la Charité
- Ludwig von Henk (1820–1894), vicealmirall de la Marina Imperial, membre del Reichstag
- Otto Lilienthal (1848–1896), pioner de l'aviació
- Gustav Lilienthal (1849–1933) arquitecte i reformador social
- Johanna Gadski (1872–1932), cantant d'òpera
- Julius Urgiß, (1873–1948), guionista i crític jueu alemany de Kinematograph
- Heinrich Sahm (1877–1939), advocat alemany, alcalde de la ciutat lliure de Danzig
- Ulrich von Hassell, (1881–1944), diplomàtic alemany i antinazi
- Kurt von Briesen (1886–1941), un oficial alemany, més recentment general d'infanteria a la Segona Guerra Mundial
- Alice Hechy (1893–1973), actriu de cinema i escenari alemanya
- Günter Schabowski (1929–2015), polític (SED)
- Dixon (nascut Steffen Berkhahn el 1975) DJ de house i techno, productor i gestor de segell
- Matthias Schweighöfer, (nascut el 1981), actor, actor de veu, director de cinema i productor alemany.

### Esport
- Peter Hein (nascut el 1943) un remador alemany, va competir als Jocs Olímpics d'estiu de 1968
- Sandro Stallbaum (nascut el 1981) un futbolista alemany retirat, va jugar 336 partits

## Relacions internacionals
Anklam està agermanada amb:
| - Burlöv, Suècia - Heide, Alemanya | - Limbaži, Letònia - Ustka, Polònia |